# 錢鑄
錢鑄（1513年—？），字宗顏，順天府大興縣匠籍直隸吳縣人，明朝政治人物。

## 生平
嘉靖十三年（1534年）甲午科順天府鄉試第六十五名舉人。嘉靖二十九年（1550年）中式庚戌科會試第一百七十六名，三甲第一百四十一名進士。授光山知縣。后念及父母年高，终养归吴。

## 家族
曾祖錢通；祖父錢昭；父錢洪，母張氏；繼母于氏。慈侍下。